# René Prosper Tassin
René Prosper Tassin (17 de novembre de 1697, Lonlay-l'Abbaye - 10 de setembre de 1777, París) fou un monjo benedictí i historiador francès.
Després de completar els seus estudis d'humanitats al col·legi de Saint-Germer, amb vint-i-un anys professà a l'Abadia de Sant Pere de Jumièges, pertanyent a la Congregació de Sant Maur de l'orde de Sant Benet. Allà hi conegué el seu correligionari Charles François Toustain, amb qui en endavant col·laborà inseparablement a l'abadia de Jumièges, a l'Abadia de Saint Ouen de Rouen i la de Blancs Manteaux de París. Junts treballaren en l'edició de les obres de Sant Teodor Estudita, que mai no arribaren a publicar-se, i al Nouveau traité de diplomatique, els quatre últims volums del qual sortiren després de la mort de Toustain el 1754 assistit per Jean Baptiste Baussonnet.
També deixà escrita la Histoire littéraire de la Congrégation de Saint-Maur, un catàleg de tots els escriptors i publicacions de la congregació des de la seva fundació el 1618 fins al 1770.